# Francesco Daddi
Francesco Daddi (Napoli, 1864 – Chicago, 22 ottobre 1945) è stato un tenore italiano.

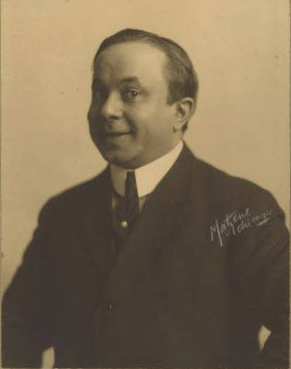
Francesco Daddi, ca. 1914–1919

Alla fine della sua carriera interpretò anche ruoli da basso.

## Biografia
Iniziò lo studio di canto e pianoforte, dedicandosi poi alla carriera di cantante d'opera.
Fece il suo debutto al Teatro dal Verme di Milano nel 1891 e l'anno successivo creò il ruolo di Beppe nell'opera Pagliacci di Ruggero Leoncavallo nello stesso teatro in cui aveva fatto il suo debutto.
Nel 1900 si trasferì a Londra per cantare alla Royal Opera House Covent Garden, dove si esibì per un'intera stagione d'opera.
La sua carriera fu imperniata su ruoli da comprimario ma che lo portarono a cantare anche negli Stati Uniti, dove si esibì alla Manhattan Opera, il secondo teatro d'opera di New York, nel 1907. Cantò in ruoli tenorili di personaggi non protagonisti per diversi anni esibendosi anche con cantanti famosi come Enrico Caruso, Marcella Sembrich, Louise Homer, Marcel Journet e Antonio Scotti. Si spostò poi a Chicago dove per un decennio interpretò ruoli di basso comico fino al 1920, quando si ritirò dalle scene liriche.
Realizzò numerose registrazioni fonografiche per la Columbia Records, specialmente nel primo decennio del XX secolo.